# Faringdon
Faringdon is een plaats in het bestuurlijke gebied Vale of White Horse, in het Engelse graafschap Oxfordshire. De plaats telt 5600 inwoners.

## Geboren
- Charles Lapworth (1842-1920), geoloog

## Overleden
- Gerald Hugh Tyrwhitt-Wilson, Lord Berners (1883–1950), excentriek componist, schrijver, schilder en diplomaat

## Galerij

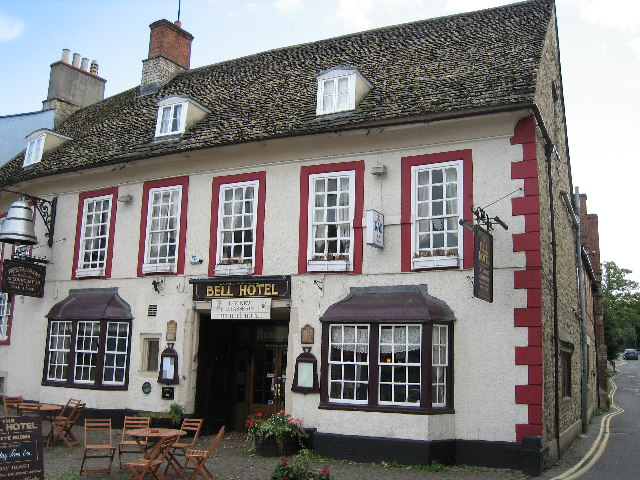
Hotel